# Куп домаћих нација 1887.
Куп домаћих нација 1887. (службени назив: 1887 Home Nations Championship) је било 5. издање овог најелитнијег репрезентативног рагби такмичења Старог континента.
Куп су освојили Шкотланђани.

## Такмичење
Велс - Енглеска 0-0
Ирска - Енглеска 2-0
Ирска - Шкотска 0-2
Шкотска - Велс 4-0
Енглеска - Шкотска 1-1
Велс - Ирска 1-0

## Табела
|   | Селекција                     | ИГ | Д | Н | И | ПД | ПП | ПР | Б |  |
| - | ----------------------------- | -- | - | - | - | -- | -- | -- | - |  |
| 1 | Рагби репрезентација Шкотске  | 3  | 2 | 1 | 1 | 6  | 0  | +6 | 5 |  |
| 2 | Рагби репрезентација Велса    | 3  | 1 | 1 | 1 | 1  | 4  | -3 | 3 |  |
| 3 | Рагби репрезентација Ирске    | 3  | 1 | 0 | 2 | 2  | 3  | -1 | 2 |  |
| 3 | Рагби репрезентација Енглеске | 3  | 0 | 2 | 1 | 0  | 2  | -2 | 2 |  |

| Победник Купа домаћих нација 1887.                       |
| -------------------------------------------------------- |
| Репрезентација Шкотске 1. титула првака Европе у рагбију |